# Штруковець
46°28′ пн. ш. 16°25′ сх. д. / 46.47° пн. ш. 16.42° сх. д.
Штруковець (хорв. Štrukovec) — населений пункт у Хорватії, в Меджимурській жупанії у складі міста Мурсько Средище.

## Населення
Населення за даними перепису 2011 року становило 339 осіб.
Динаміка чисельності населення поселення:

## Клімат
Середня річна температура становить 9,94 °C, середня максимальна – 24,21 °C, а середня мінімальна – -6,81 °C. Середня річна кількість опадів – 822 мм.
| Клімат поселення                              | Клімат поселення | Клімат поселення | Клімат поселення | Клімат поселення | Клімат поселення | Клімат поселення | Клімат поселення | Клімат поселення | Клімат поселення | Клімат поселення | Клімат поселення | Клімат поселення | Клімат поселення |
| Показник                                      | Січ.             | Лют.             | Бер.             | Квіт.            | Трав.            | Черв.            | Лип.             | Серп.            | Вер.             | Жовт.            | Лист.            | Груд.            |                  |
| Середній максимум, °C                         | 5,14             | 7,30             | 11,74            | 16,26            | 21,36            | 24,21            | 23,77            | 23,25            | 19,31            | 13,98            | 8,29             | 4,35             |                  |
| Середня температура, °C                       | −0,8             | 1,31             | 5,75             | 10,28            | 15,40            | 18,23            | 19,81            | 19,28            | 15,33            | 10,02            | 4,32             | 0,39             |                  |
| Середній мінімум, °C                          | −6,81            | −4,65            | −0,23            | 4,30             | 9,40             | 12,24            | 15,82            | 15,32            | 11,36            | 6,04             | 0,35             | −3,6             |                  |
| Норма опадів, мм                              | 39               | 42               | 53               | 64               | 73               | 92               | 91               | 86               | 79               | 73               | 75               | 55               |                  |
| Середньомісячна швидкість вітру, м/с          | 2.00             | 2.21             | 2.60             | 2.60             | 2.42             | 2.20             | 2.10             | 1.90             | 1.90             | 1.91             | 2.10             | 2.10             |                  |
| Середньомісячна сонячна радіація, кДж/м²·день | 4011             | 6744             | 10534            | 14937            | 18948            | 20896            | 21314            | 18665            | 13856            | 8581             | 4435             | 3217             |                  |
| --------------------------------------------- | ---------------- | ---------------- | ---------------- | ---------------- | ---------------- | ---------------- | ---------------- | ---------------- | ---------------- | ---------------- | ---------------- | ---------------- | ---------------- |
| Джерело:                                      |                  |                  |                  |                  |                  |                  |                  |                  |                  |                  |                  |                  |                  |